# Homotetia

Transformação por homotetia.

Homotetia é a ampliação ou a redução de distâncias e áreas a partir de um ponto fixo. Na homotetia as proporções são preservadas.
Uma homotetia é definida pelo seu centro O e pela razão k de homotetia e é a aplicação afim tal que a cada ponto P faz corresponder o ponto P' tal que:
{\displaystyle {\overrightarrow {OP'}}=k\cdot {\overrightarrow {OP}}}
O termo é devido ao matemático francês Michel Chasles, em 1827, derivado do grego como composto de homo (similar) e tetia (posição).
Uma homotetia preserva:
- os ângulos,
- as razões entre os segmentos de reta e
- o paralelismo.